# The Brothers Four

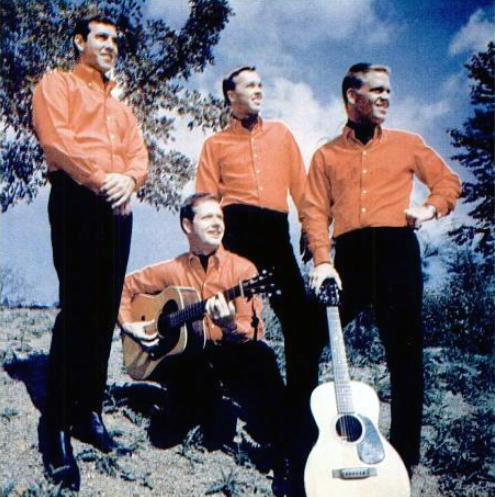
Promofoto für die Single Somewhere von The Brothers Four.

The Brothers Four ist eine US-amerikanische Folk-Band, die sich mit ihrer Musik sehr an einer traditionellen Interpretation orientiert.

## Bandgeschichte
1956 besuchten Mike Kirkland, John Paine, Dick Foley und Bob Flick gemeinsam die University of Washington in Seattle und begannen im Folgejahr, als Folkband auf Veranstaltungen der Universität aufzutreten.
Dass die vier Studenten schließlich professionelle Musiker wurden, geschah mehr durch einen Zufall. Einmal erlaubte sich einer der anderen Studenten nämlich einen Scherz. Er bat eine Frau, bei den Bandmitgliedern anzurufen und vorzugeben, Sekretärin des Managers des „Colony Club“ zu sein und die Band für einen dortigen Auftritt zu engagieren. Als die Musiker bei dem Club angekommen waren, mussten sie feststellen, dass der Anruf ein Fake war. Damit die Band nicht umsonst gekommen war, erlaubte der Manager ihnen trotzdem, ein paar Songs zu spielen. Er war von dem Auftritt so begeistert, dass er sie schließlich als Clubband einstellte, wenngleich gegen die niedrige Gage von 5 $ pro Bandmitglied und Abend.
Bis 1958 traten die vier Sänger, die sich nun The Brothers Four nannten, regelmäßig im „Colony“ auf. Nachdem im Juli des Jahres Tom Dooley vom Kingston Trio ein Riesenhit geworden war und ein Folk-Revival einleitete, zog die Band nach San Francisco, wo sie eine Anstellung beim „Hungry I Club“ bekam. Dort wurde sie auch von Mort Lewis entdeckt, der sich anbot, Band-Manager zu werden, und mit der Band eine Demo-Aufnahme machte. Er schickte diese dann zu dem Plattenlabel Columbia Records, das die Brothers Four daraufhin im Juli 1959 unter Vertrag nahm.
Die Band zog nun nach New York City und schon die erste Single Greenfields, eine lyrisch leicht abgeänderte Version des bekannten Folksongs Greensleeves, kam 1960 auf einen Platz zwei der Charts. Ende des Jahres erschien dann das Debütalbum, das einfach The Brothers Four hieß und bis in die Top 20 vorstieß. Der Soundtrack zu dem John-Wayne-Film The Alamo brachte dann die Single The Green Leaves of Summer hervor, die Single erreichte Platz 65 der Pop-Charts. Trotz des geringen Single-Erfolg wurde der Titel für einen Oscar nominiert. Das 1961er Werk B.M.O.C. – Best Music on/off Campus erreichte Platz vier der LP-Charts.
Im Winter 1961 auf 1962 traten sie im Rahmen einer Tournee durch die USA innerhalb von 90 Tagen an 100 Colleges auf. Inzwischen tourten die Brothers Four durch verschiedene Länder, darunter im April 1962 sogar Japan. Im Rahmen ihrer „College Tour“ 1962/1963 hatten sie über 200 Auftritte an Universitäten und Hochschulen. Sie traten mehrfach in TV-Shows auf, darunter in „Mitch Miller's Sing Along“, „Bell Telephone Hour“ und über mehrere Jahre wiederholt in der „Ed Sullivan Show“.
Ende 1961 erschien The Brothers Four Songbook, das vor allem traditionelle Folksongs mit umgeschriebenen Texten bot. Die Single Frogg, eine neue Version des 1580 geschriebenen Liedes Frog Went A Courting, erreichte Platz 32 und Blue Water Line Platz 68 der Pop-Charts. 1962 und '63 wurden die Live-Alben The Brothers Four in Person und Cross-Country Concert veröffentlicht.
Ebenfalls 1963 erschien Bob Dylans Protest-Album The Freewheelin’ Bob Dylan, das vor allem politische Themen behandelte. Es wurde ein voller Erfolg und auch andere Folkbands begannen, sich mit diesen Themen auseinanderzusetzen. Schon bald wandten sich die meisten Musikhörer von der leichten Unterhaltungsmusik der Brothers Four ab. Mit der Titelmusik der TV-Serie „Hootenanny“, dem Titel Hootenanny Saturday Night, gelang den Brothers Four nach fast einem Jahr Ende 1963 wieder ein kleiner Erfolg, wobei die Single Platz 89 erreichte. Es erschienen weiterhin regelmäßig Alben der Band, die jedoch lange nicht mehr so viel Erfolg ernteten. Mit dem Album Beatles' Songbook versuchten sie 1966, etwas an die neuen Trends anzuschließen, die Single If I Fell kam immerhin in die Easy Listening-Charts. Doch auch wenn in Amerika die Erfolge nachließen, so hielten sie sich in Übersee, vor allem in Japan, einigermaßen im Geschäft. In den USA war Ende 1965 der Song Try To Remember aus dem Broadway-Musical „The Fantasticks“ ein letzter und bescheidener Hitparadenerfolg. Die Single erreichte Platz 91 der Charts.
1969 verließ dann Kirkland nach dem Tod seines Sohnes die Brothers Four. Er wurde von Mark Pearson ersetzt. Nach der Veröffentlichung von Let's Get Together im gleichen Jahr lief der Vertrag bei Columbia aus, und die Band wechselte zu Fantasy Records. Es gab seitdem einige Besetzungswechsel, ohne dass sich die Band je auflöste. Die Plattenverkäufe blieben auf niedrigstem Level, die Brothers Four traten jetzt vor allem in Hotels auf. In den 1990ern begannen sie sogar wieder neue Alben zu veröffentlichen.

## US-Diskografie

### Vinyl-Singles
| A/B-Seite                                                    | Katalog-Nr. | Veröffentlichung |
| ------------------------------------------------------------ | ----------- | ---------------- |
|                                                              | Columbia    |                  |
| Chicka Mucka Hi Di / Darlin’ Won’t You Wait                  | 41461       | September 1959   |
| Greenfields / Angelique O                                    | 41571       | Januar 1960      |
| My Tane / Eli You Left Me in Charleston                      | 41692       | Mai 1960         |
| Green Leaves of Summer / Beautiful Brown Eyes                | 41808       | September 1960   |
| Frogg / Sweet Rosanne                                        | 41958       | Februar 1961     |
| Nobody Knows / My Woman Left Me                              | 42142       | August 1961      |
| Christmas Bells / What Child Is This                         | 42235       | November 1961    |
| Blue Water Line / Summer Days Alone                          | 42256       | Dezember 1961    |
| La Fayette / Darlin’ Sportin Jenny                           | 42391       | März 1962        |
| This Train / Summertime                                      | 42450       | Mai 1962         |
| Five Weeks in a Balloon / Land of the Midnight Sun           | 42507       | September 1962   |
| Tavern Song / 25 Minutes to Go                               | 42586       | November 1962    |
| Welcome Home Sally / Ringing Bells                           | 42756       | März 1963        |
| Fifty-Five Days At Peking / All for the Love of a Girl       | 42787       | Mai 1963         |
| Four Strong Winds / The John B. Sails                        | 42888       | September 1963   |
| Hootenanny Saturday Night / Across the Sea                   | 42927       | November 1963    |
| Seven Daffodils / San Francisco Bay Blues                    | 43025       | März 1964        |
| Little Play Soldiers / Take This Hammer                      | 43147       | Oktober 1964     |
| Somewhere / Turn Around                                      | 43211       | Januar 1965      |
| Come Kiss Me Love / Lazy Harry’s                             | 43317       | Juni 1965        |
| Try to Remember / Sakura                                     | 43404       | Oktober 1965     |
| It Was a Very Good Year / Wild Colonial Boy                  | 43493       | Dezember 1965    |
| Muleskinner / Ratman And Bobbin in the Clipper Caper         | 43547       | Februar 1966     |
| If I Fell / Nowhere Man                                      | 43621       | April 1966       |
| We Can Work It Out / Ballad of Alvarez Kelly                 | 43811       | September 1966   |
| I’ll Be Home for Christmas / Twas the Night Before Christmas | 43919       | November 1966    |
| And Then the Sun Goes Down / All I Need Is You               | 43984       | Februar 1967     |
| Ain’t No More Cane on the Brazos / Shenandoah                | 44058       | März 1967        |
| First Time Ever I Saw Your Face / Walkin’ Backwards          | 44175       | Juni 1967        |
| Here Today and Gone Tomorrow / No Sad Songs from Me          | 44278       | September 1967   |
| I’m Falling Down / Sweet Dreams Sweet                        | 44578       | Juni 1968        |
| Skip a Rope / Last Night I Had the Strangest Dream           | 44832       | April 1969       |
|                                                              | Fantasy     |                  |
| Here I Go Again / Going Back to Big Sur                      | 640         | April 1970       |

### Langspielplatten*
| Titel                       | Katalog-Nr.   | Veröffentlichung |
| --------------------------- | ------------- | ---------------- |
| The Brothers Four           | Columbia 1402 | Februar 1960     |
| B.M.O.C.                    | Columbia 1578 | Februar 1961     |
| The Brothers Four Songbook  | Columbia 1697 | Dezember 1961    |
| The Brothers Four In Person | Columbia 1828 | September 1962   |
| Cross-Country Concert       | Columbia 1946 | März 1963        |
| The Big Folk Hits           | Columbia 2033 | Oktober 1963     |
| More Big Folk Hits          | Columbia 2213 | Oktober 1964     |
| The Honey Wind Blows        | Columbia 2305 | Mai 1965         |
| Try To Remember             | Columbia 2379 | November 1965    |
| A Beatles’ Songbook         | Columbia 2502 | Juli 1966        |

## Charts und Chartplatzierungen

### Alben
| Jahr | Titel                       | Höchstplatzierung, Gesamtwochen, AuszeichnungChartsChartplatzierungen (Jahr, Titel, Platzierungen, Wochen, Auszeichnungen, Anmerkungen) | Anmerkungen |
| Jahr | Titel                       | US | Anmerkungen |
| ---- | --------------------------- | --- | ----------- |
| 1960 | The Brothers Four           | US11 (19 Wo.)US |             |
| 1961 | Best Music On/Off Campus    | US4 (35 Wo.)US |             |
| 1961 | The Brothers Four Songbook  | US71 (14 Wo.)US |             |
| 1962 | The Brothers Four In Person | US102 (4 Wo.)US |             |
| 1963 | Cross-Country Concert       | US81 (12 Wo.)US |             |
| 1963 | The Big Folk Hits           | US56 (20 Wo.)US |             |
| 1964 | More Big Folk Hits          | US134 (4 Wo.)US |             |
| 1965 | The Honey Wind Blows        | US118 (5 Wo.)US |             |
| 1966 | Try To Remember             | US76 (15 Wo.)US |             |
| 1966 | A Beatles’ Songbook         | US97 (7 Wo.)US |             |

### Singles
| Jahr | Titel Album                  | Höchstplatzierung, Gesamtwochen, AuszeichnungChartplatzierungen (Jahr, Titel, Album, Platzierungen, Wochen, Auszeichnungen, Anmerkungen) | Höchstplatzierung, Gesamtwochen, AuszeichnungChartplatzierungen (Jahr, Titel, Album, Platzierungen, Wochen, Auszeichnungen, Anmerkungen) | Anmerkungen |
| Jahr | Titel Album                  | UK | US | Anmerkungen |
| ---- | ---------------------------- | --- | --- | ----------- |
| 1960 | Greenfields –                | UK40 (2 Wo.)UK | US2 (20 Wo.)US |             |
| 1960 | My Tani –                    | — | US50 (7 Wo.)US |             |
| 1960 | The Green Leaves of Summer – | — | US65 (20 Wo.)US |             |
| 1961 | Frogg –                      | — | US32 (5 Wo.)US |             |
| 1962 | Blue Water Line –            | — | US68 (8 Wo.)US |             |
| 1963 | Hootenanny Saturday Night –  | — | US89 (3 Wo.)US |             |
| 1965 | Try to Remember –            | — | US91 (3 Wo.)US |             |